# Thomas Schönlebe
Thomas Schönlebe (ur. 6 sierpnia 1965 we Frauenstein) – wschodnioniemiecki lekkoatleta, specjalista w biegu na 400 m, mistrz świata, rekordzista Europy, trzykrotny uczestnik letnich igrzysk olimpijskich (Seul 1988, Barcelona 1992, Atlanta 1996).
Niemiecki lekkoatleta startujący w latach 1980–1990 w reprezentacji NRD, w której biegał głównie na dystansie 400 metrów.
W dniu 3 września 1987 w trakcie Mistrzostw Świata w Rzymie zdobył tytuł mistrza świata i ustanowił rekord Europy  - 44,33 był aktualny do 22 sierpnia 2023. 
Startował w mistrzostwach Europy w Stuttgarcie w 1986 i w Splicie w 1990, gdzie zdobył srebrne medale. 
W dniu 5 lutego 1988 w zawodach halowych w Sindelfingen wynikiem 45,05 s ustanowił rekord świata w biegu na 400 metrów, który został pobity dopiero w 1995 przez M. Johnsona i jest to nadal halowy rekord Europy w biegu na 400 metrów. W swojej karierze 16 razy uzyskał wynik poniżej 45 sekund.